# Emil Löbl
Emil Löbl (* 5. Februar 1863 in Wien; † 26. August 1942 ebenda) war ein österreichischer Schriftsteller und Journalist.

## Leben
Der Kaufmannssohn schlug die gleiche Laufbahn wie sein älterer Bruder Leopold (1844–1907) ein, studierte Rechtswissenschaften an der Universität Wien und erwarb 1891 seinen Dr. jur. Schon in seiner Studienzeit war er ab 1882 im reichsrätlichen Stenografenbüro publizistisch tätig. 
1893–1898 wirkte er im k.k. Ministerratspräsidium, ab 1895 als Ministerialvizesekretär. 1896 meldete er seinen Austritt aus dem mosaischen Glauben.
Danach war er bei der Wiener Zeitung stellvertretender Chefredakteur und ab 1909 Chefredakteur. 1917 wechselte er zum Neuen Wiener Tagblatt. Seit 1937 gehörte er der Österreichischen Pressekammer an. Im März 1938, unmittelbar vor dem Anschluss Österreichs, wurde er seines Postens enthoben. Emil Löbl verstarb am 26. August 1942 im Wiener Rothschild-Spital.

## Publikationen
- Kultur und Presse. Duncker & Humblot, Leipzig 1903; Neuauflage 2013, ISBN 978-3-428-16030-3
  - herausgegeben, eingeleitet und kommentiert von Wolfgang Duchkowitsch, Nomos-Verlag, Edition Reinhard Fischer, Baden-Baden 2017, ISBN 978-3-8487-3961-5
- Verlorenes Paradies. Erinnerungen eines alten Wieners. Rikola, Wien 1924.